# Salignac-Eyvigues
Salignac-Eyvigues (okcitansko Salanhac e Aivigas) je naselje in občina v francoskem departmaju Dordogne regije Nova Akvitanija.
Vključuje dvorec d'Eyrignac iz 17. stoletja (francosko Manoir d'Eyrignac), ki ima izjemen vrt, prvotno ustanovljen v 18. stoletju, ki obdaja graščino na hribu, voda pa izvira iz sedmih izvirov. Od prvotnega vrta so ostali le paviljon, fontane in bazeni. V 1960-ih je novi lastnik Giles Sermadiras de Cuzols de Lile ustvaril nov vrt, ki se je zgledoval po vrtovih od renesanse in italijanskih vrtovih do konca 18. stoletja. V vrtu so topiarne skulpture, razgledi, fontane, kipi in drevored vaz.

## Geografija
Kraj leži v pokrajini Périgord Noir 67 km jugovzhodno od Périgueuxa. Reka Borrèze teče vzdolž vzhodne meje občine. Vanj so se združile tri skupnosti: Eybènes se je leta 1827 združil z Eyvignesom, leta 1965 pa je bil dodan Salignac. Ta nova občina s 1189 prebivalci (od 1. januarja 2020) je leta 2001 prejela uradno ime Salignac-Eyvigues.
Glavno mesto kantona, Salignac, je tržno mesto z osrednjim trgom, na vrhu katerega je 200 let star brest in nad njim dominira fasada Couvent des Croisiers iz 13. stoletja. Sicer pa mestno podobo določajo 
uličice s hišami iz 13. in 14. stoletja.
Tam je stara tržnica in gotska cerkev iz 14. in 15. stoletja. Na obrobju stoji grad Salignac, ki je bil prenovljen v 12. in 13. stoletju in je ena najstarejših utrjenih struktur v regiji, katere začetki segajo v 11. stoletje.
V bližini Salignaca je ena redkih turističnih znamenitosti v tem neokrnjenem območju Périgord Noir, vrtovi Eyrignac. Vrtovi, ki pripadajo dvorcu d'Eyrignac, izvirajo iz druge polovice 18. stoletja. Pred kratkim ga je družina obnovila v francoskem slogu.
- Cerkev v Salignacu
- Hiše pod gradom

### Natura 2000
Območje »Coteaux limestones de Borrèze«, ki je del omrežja Natura 2000, se razprostira na 416 hektarih na ozemlju treh občin: Borrèze, Salignac-Eyvigues in Simeyrols. Tam je bilo ugotovljenih dvanajst živalskih vrst, vključno z metuljem Euphydryas aurinia, navedenim v Dodatku II Direktive Evropske unije o habitatih. Tam je popisanih tudi dvajset rastlinskih vrst. Salignac-Eyvigues zadeva to območje na skoraj dveh kvadratnih kilometrih, razdeljeno na pet območij, okoli Eyviguesa in severno od Eybènesa.

## Zgodovina
Ker ni sledi starejših naselbin, je treba domnevati, da je mesto Salignac nastalo okoli leta 1000 pod zaščito lesene utrdbe, ki jo je zgradil Geoffroi de Salignac. V 12. stoletju sta leseno konstrukcijo nadomestila dva kamnita stolpa in z rastjo vasi je bila na jugozahodni strani vasi zgrajena cerkev sv. Julijana (Saint-Julien).
Potem ko je Périgord leta 1393 pripadel Francoskemu kraljestvu, so gospodje Salignac vstopili v kraljevo službo in zasedli pomembne položaje v sodstvu, vojski in diplomatski službi. Leta 1545 sta se Jeanne de Salignac in Gontaud-Armand de Biron poročila. Nastala nova veja družine je od takrat obstajala pod imenom Salignac-Fénelon.
Leta 1631 je kuga dosegla vas Salignac in terjala življenja okoli 500 ljudi. Med žrtvami epidemije je bila tudi Marguerite Hurault de l'Hôpital, vdova Jeana de Biron-Gontauda, barona de Salignaca in vnukinja Michela de l'Hôpitala. Francoski pisatelj Gautier de Costes de La Calprenède je bil med tistimi, ki so preživeli kugo.
V času francoske revolucije je nastajanje novih trgov spremenilo podobo vasi. Leta 1791 so žrtev splošnega razburjenja padli vsi dokumenti, ki dokumentirajo razvoj mesta od srednjega veka naprej.

## = Uprava
Od leta 1790 je bila občina Salagnac (takrat Salignac) glavno mesto kantona Salagnac, ki je bil odvisen od okrožja Sarlat do leta 1795, ko so bila okrožja ukinjena. Leta 1801 je bil kanton, imenovan canton de Salagnac, odvisen od okrožja Sarlat (leta 1965 je postalo okrožje Sarlat-la-Canéda). Istega leta je zaradi združitve občin Eyvignes-et-Eybènes in Salignac postal kanton Salignac-Eyvignes, leta 2001 popravljen v kanton Salignac-Eyvigues.
V okviru reforme iz leta 2014, opredeljene z odlokom z dne 21. februarja 2014, je ta kanton izginil na departmajskih volitvah marca 2015. Občina je bila nato priključena kantonu Terrasson-Lavilledieu.

## Zanimivosti
- cerkev sv. Julijana de Briouda,
- grad Château de Salignac iz 12. do 16. stoletja,
- Château du Claux iz 15. in 16. stoletja,
- dvorec d'Eyrignac iz 17. in 18. stoletja.

## Pobratena mesta
- Saasenheim (Bas-Rhin, Alzacija);